# Пежховиці
Пежховиці (пол. Pierzchowice, нім. Portschweiten) — село в Польщі, у гміні Міколайки-Поморські Штумського повіту Поморського воєводства.
Населення — 179 осіб (2011).
У 1975-1998 роках село належало до Ельблонзького воєводства.

## Демографія
Демографічна структура станом на 31 березня 2011 року:
|          | Загалом | Допрацездатний вік | Працездатний вік | Постпрацездатний вік |
| -------- | ------- | ------------------ | ---------------- | -------------------- |
| Чоловіки | 91      | 27                 | 61               | 3                    |
| Жінки    | 88      | 19                 | 54               | 15                   |
| Разом    | 179     | 46                 | 115              | 18                   |